# Pseudocellus dorotheae
Pseudocellus dorotheae är en spindeldjursart som först beskrevs av Willis J. Gertsch och Stanley B. Mulaik 1939.  Pseudocellus dorotheae ingår i släktet Pseudocellus och familjen Ricinoididae. Inga underarter finns listade i Catalogue of Life.